# دواراکا (فیلم)
دواراکا (به انگلیسی: Dwaraka) فیلمی هندی محصول سال ۲۰۱۷ و به کارگردانی سرینواس راویندرا است. در این فیلم بازیگرانی همچون ویجی دوراکوندا، پوجا جاوری، پراکاش راج، پرودویراج، مورالی شارما و نیهاریکا رییزادا ایفای نقش کرده‌اند.